# Quintanilla del Monte
Quintanilla del Monte – gmina w Hiszpanii, w prowincji Zamora, w Kastylii i León, o powierzchni 21,72 km². W 2011 roku gmina liczyła 103 mieszkańców.